# Мапуталенд

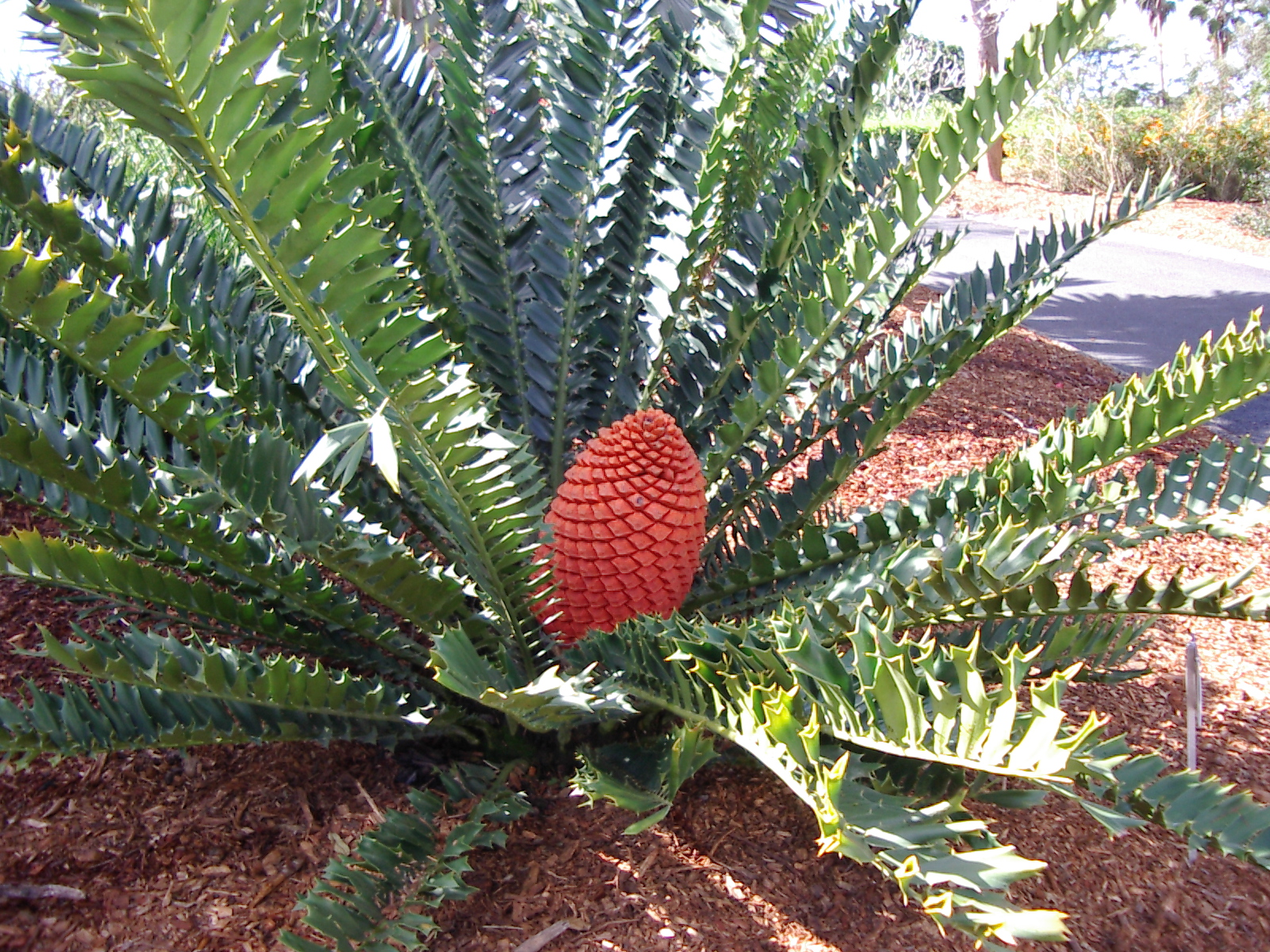
Мапуталендський саговник (Encephalartos ferox)

Мапуталенд — природний регіон в Південній Африці, розташований у північно-східній частині провінції Квазулу-Наталь у Південно-Африканській Республіці, на схід від Есватіні. У широкому розумінні він також може охоплювати крайній південь Мозамбіку. Міграції птахів та коралові рифи біля узбережжя регіону приваблюють до нього туристів.

## Географія
Мапуталенд займає площу близько 10 000 км² і межує з горами Лубомбо на заході та з Індійським океаном на сході. Він простягається приблизно від міста Хлухлуве та північного узбережжя озера Сент-Люсія до кордону з Мозамбіком, або ще далі на північ, до міста Мапуту.

## Тонгаленд
Південноафриканська частина Мапуталенду також раніше була відома як Тонгаленд на честь народу Тсонга або Тонга, який там живе. Через цей переважно рівнинний регіон протікають річки Понгола та Мкузе. 11 червня 1895 року Тонгаленд був анексований Великою Британією.
Назва "Тонгаленд" наразі майже вийшла з ужитку, однак вона все ще час від часу зустрічається в наукових роботах, а також у назвах видів, таких як тонгалендський равлик-канібал (Natalina wesseliana).